# Irina Anatoljewna Wostrikowa
Irina Anatoljewna Wostrikowa (russisch Ири́на Анато́льевна Во́стрикова, engl. Transkription Irina Vostrikova; * 30. August 1970 in Nischnekamsk, Tatarische ASSR, Sowjetunion) ist eine ehemalige russische Leichtathletin, die sich auf den Siebenkampf spezialisierte und bis 1991 für die Sowjetunion antrat. Ihren größten Erfolg feierte sie mit dem Gewinn der Silbermedaille im Fünfkampf bei den Halleneuropameisterschaften 2000 in Gent.

## Sportliche Laufbahn
Erste internationale Erfahrungen sammelte Irina Wostrikowa vermutlich im Jahr 1995, als sie bei der Sommer-Universiade in Fukuoka mit 5809 Punkten den sechsten Platz im Siebenkampf belegte. Im Jahr darauf gewann sie bei den Halleneuropameisterschaften in Stockholm mit 4545 Punkten die Bronzemedaille im Fünfkampf hinter ihrer Landsfrau Jelena Lebedenko und Urszula Włodarczyk aus Polen. 1997 gewann sie bei der Sommer-Universiade in Catania mit 6175 Punkten die Silbermedaille hinter der Deutschen Mona Steigauf. Anschließend belegte sie bei den Weltmeisterschaften in Athen mit 6277 Punkten den achten Platz im Siebenkampf und 1999 gelangte sie bei den Weltmeisterschaften in Sevilla mit 6153 Punkten auf den 13. Platz. Im Jahr darauf gewann sie bei den Halleneuropameisterschaften in Gent mit 4615 Punkten die Silbermedaille im Fünfkampf hinter der Deutschen Karin Ertl. Im selben Jahr beendete sie ihre aktive sportliche Karriere im Alter von 30 Jahren.
1997 wurde Wostrikowa russische Meisterin im Siebenkampf.

## Persönliche Bestleistungen
- Siebenkampf: 6390 Punkte, 22. Mai 1997 in Krasnodar
  - Fünfkampf (Halle): 4615 Punkte, 26. Februar 2000 in Gent